# HD 69830 c

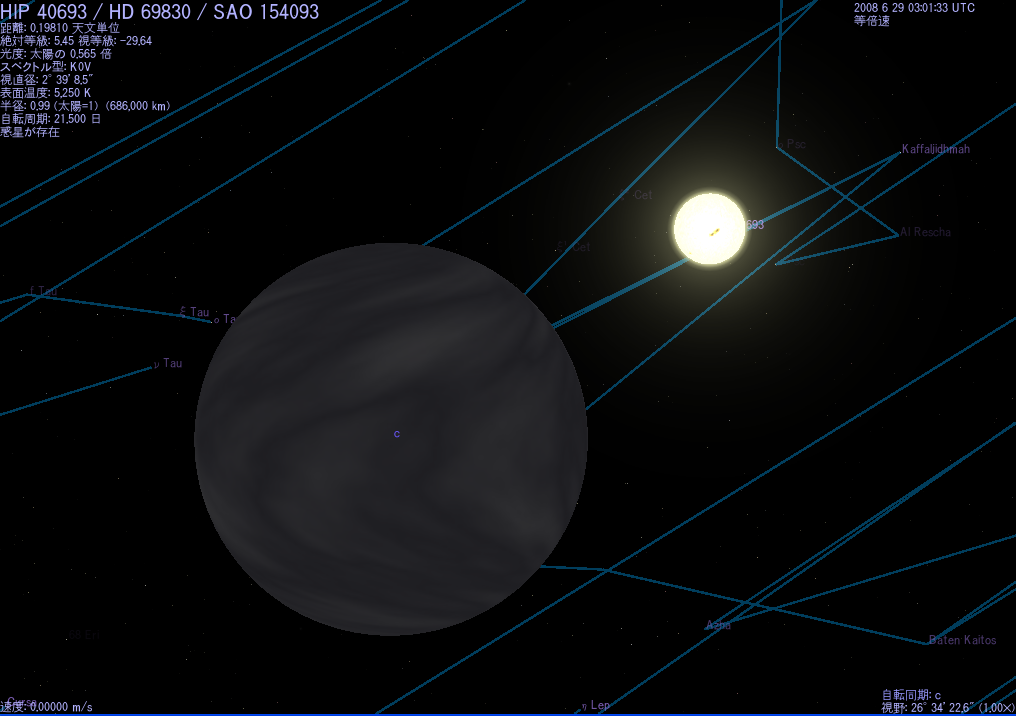
HD 69830 come è visibile dal pianeta

HD 69830 c è il secondo pianeta extrasolare scoperto in orbita attorno alla stella nana arancione HD 69830. Gli astronomi dubitano si tratti di un pianeta simile alla terra, data la massa propria di un gigante gassoso. Compie la sua rivoluzione all'interno di una gigantesca cintura asteroidale in orbita attorno ad HD 69830.